# Partido Liberal (Corea del Sur)
El Partido Liberal (자유당,自由黨) fue un partido político en Corea del Sur, fundado en 1951 por el presidente Syngman Rhee. Gobernó el país hasta la Revolución de abril de 1960. Rhee anunció su fundación el 15 de agosto de 1951, anunciando que quería fundar su propio partido para las elecciones presidenciales venideras. Su ideología era generalmente conservadora y liberal en lo económico, con tintes autoritarios que caracterizaron al régimen de Rhee. Fue considerado de extrema derecha por sus críticos.

## Resultados electorales

### Elecciones presidenciales
|  | 74.62 % |

|  | 69.98 % |

|  | 88.68 % |

### Elecciones legislativas
|  | 36.79 % |

|  | 42.07 % |

|  | 2.80 % |

|  | 2.92 % |

|  | 3.62 % |